# Hostages (datorspel)
Hostages är ett datorspel utvecklat och utgivet av Infogrames. Spelet släpptes till flera hemdatorformat samt NES 1988. Spelet släpptes under titeln Hostage: Rescue Mission i USA och Operation Jupiter i Frankrike; medan NES-versionen kallades Rescue: The Embassy Mission.
Terrorister har angripit en ambassad i Paris. Spelaren tar kontroll över en grupp med sex män från GIGN för att kunna frita gisslan.
Först måste spelaren sätta tre män i position så att de kan skjuta mot byggnaden, detta utan att någon av dem syns i terroristernas strålkastarljus. Sedan ska man komma in i byggnaden med tre andra män genom att fira ner dem längs sidan av byggnaden för att välja vilket fönster de ska ta sig igenom, medan männen man placerat utanför skjuter mot terrorister som syns i fönstren. Byggnaden måste sedan genomsökas, medan man är inne skjuter man terroristerna och hittar gisslan.

## Mottagande
Datormagazin ansåg att spelet egentligen bara var ett vanligt actionspel i två delar, och gav spelet 5/10 i betyg.